# Progressione del record mondiale dei 5000 metri piani maschili

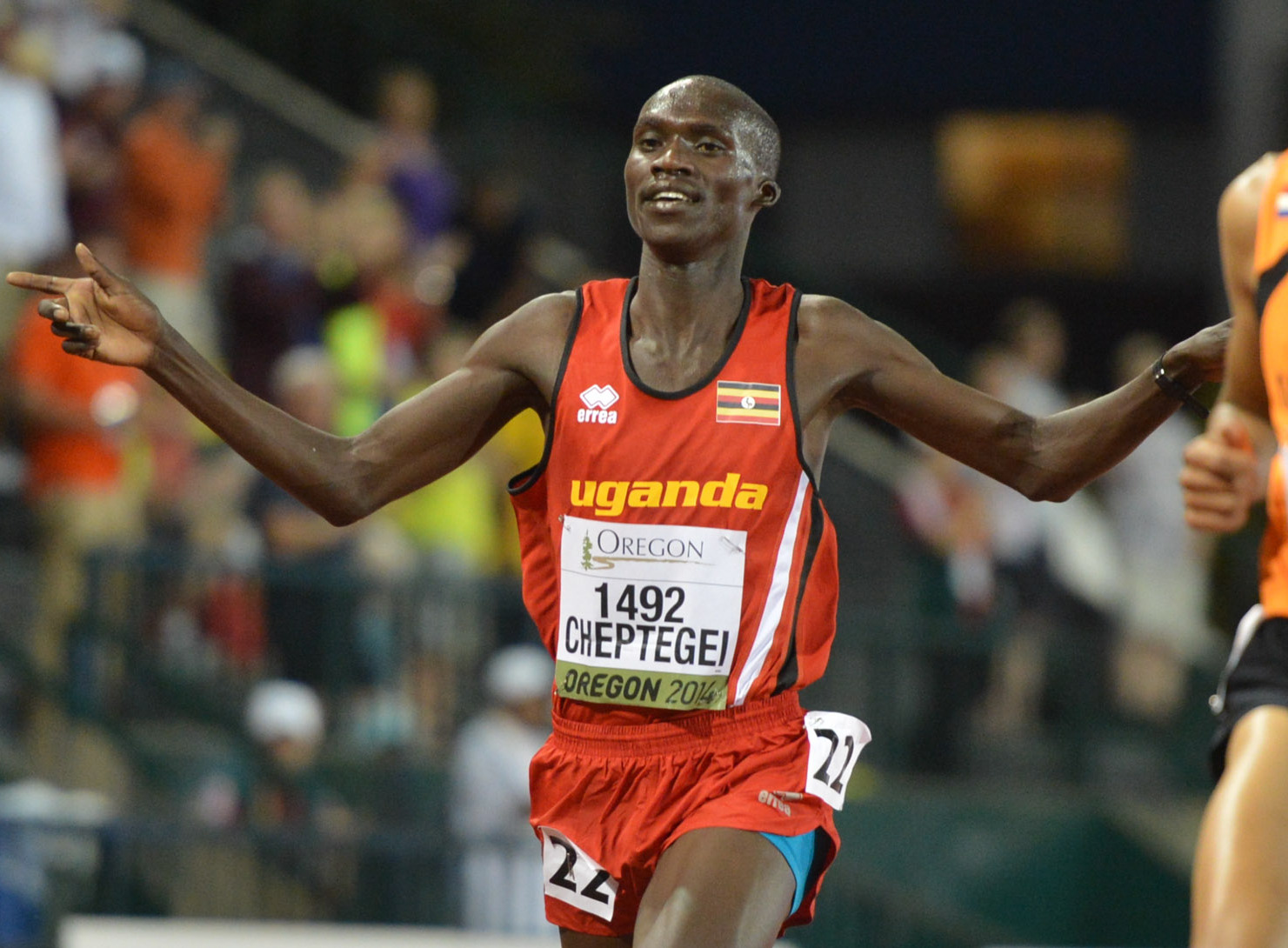
Joshua Cheptegei, detentore del record mondiale della specialità

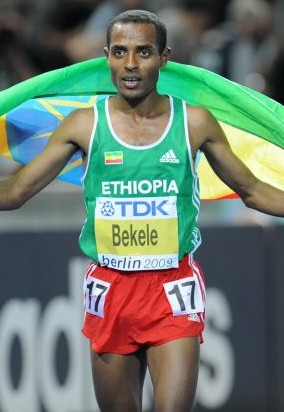
Kenenisa Bekele, detentore del record mondiale indoor della specialità

La voce seguente illustra la progressione del record mondiale dei 5000 metri piani maschili di atletica leggera.
Il primo record mondiale maschile venne riconosciuto dalla federazione internazionale di atletica leggera nel 1912, mentre il primo record mondiale indoor risale al 1981. Ad oggi, la World Athletics ha ratificato ufficialmente 36 record mondiali assoluti e 6 record mondiali indoor di specialità.

## Progressione

### Record assoluti
| Tempo     | Atleta               | Nazione                             | Luogo                    | Data              | Note  |
| --------- | -------------------- | ----------------------------------- | ------------------------ | ----------------- | ----- |
| 14'36"6 m | Hannes Kolehmainen   | Finlandia                           | Stoccolma, Svezia        | 10 luglio 1912    |       |
| 14'35"4 m | Paavo Nurmi          | Finlandia                           | Stoccolma, Svezia        | 12 settembre 1922 |       |
| 14'28"2 m | Paavo Nurmi          | Finlandia                           | Helsinki, Finlandia      | 19 giugno 1924    |       |
| 14'17"0 m | Lauri Lehtinen       | Finlandia                           | Helsinki, Finlandia      | 19 giugno 1932    |       |
| 14'08"8 m | Taisto Mäki          | Finlandia                           | Helsinki, Finlandia      | 16 giugno 1939    |       |
| 13'58"2 m | Gunder Hägg          | Svezia                              | Göteborg, Svezia         | 20 settembre 1942 |       |
| 13'57"2 m | Emil Zátopek         | Cecoslovacchia                      | Colombes, Francia        | 30 maggio 1954    |       |
| 13'56"6 m | Vladimir Kuc         | Unione Sovietica                    | Berna, Svizzera          | 29 agosto 1954    |       |
| 13'51"6 m | Christopher Chataway | Regno Unito                         | Londra, Regno Unito      | 13 ottobre 1954   |       |
| 13'51"2 m | Vladimir Kuc         | Unione Sovietica                    | Praga, Cecoslovacchia    | 23 ottobre 1954   |       |
| 13'50"8 m | Sándor Iharos        | Ungheria                            | Budapest, Ungheria       | 10 settembre 1955 |       |
| 13'46"8 m | Vladimir Kuc         | Unione Sovietica                    | Belgrado, Jugoslavia     | 18 settembre 1955 |       |
| 13'40"6 m | Sándor Iharos        | Ungheria                            | Budapest, Ungheria       | 23 ottobre 1955   |       |
| 13'36"8 m | Gordon Pirie         | Regno Unito                         | Bergen, Norvegia         | 19 giugno 1956    |       |
| 13'35"0 m | Vladimir Kuc         | Unione Sovietica                    | Roma, Italia             | 13 ottobre 1957   |       |
| 13'34"8 m | Ron Clarke           | Australia                           | Hobart, Australia        | 16 gennaio 1965   |       |
| 13'33"6 m | Ron Clarke           | Australia                           | Auckland, Nuova Zelanda  | 1º febbraio 1965  |       |
| 13'25"8 m | Ron Clarke           | Australia                           | Los Angeles, Stati Uniti | 4 giugno 1965     |       |
| 13'24"2 m | Kipchoge Keino       | Kenya                               | Auckland, Nuova Zelanda  | 30 novembre 1965  |       |
| 13'16"6 m | Ron Clarke           | Australia                           | Stoccolma, Svezia        | 5 luglio 1966     |       |
| 13'16"4 m | Lasse Virén          | Finlandia                           | Helsinki, Finlandia      | 14 settembre 1972 |       |
| 13'13"0 m | Emiel Puttemans      | Belgio                              | Bruxelles, Belgio        | 20 settembre 1972 |       |
| 13'12"9 m | Dick Quax            | Nuova Zelanda                       | Stoccolma, Svezia        | 5 luglio 1977     | [ 3 ] |
| 13'08"4 m | Henry Rono           | Kenya                               | Berkeley, Stati Uniti    | 8 aprile 1978     |       |
| 13'06"20  | Henry Rono           | Kenya                               | Knarvik, Norvegia        | 13 settembre 1981 |       |
| 13'00"41  | David Moorcroft      | Regno Unito                         | Oslo, Norvegia           | 7 luglio 1982     |       |
| 13'00"40  | Saïd Aouita          | Marocco                             | Oslo, Norvegia           | 27 luglio 1985    |       |
| 12'58"39  | Saïd Aouita          | Marocco                             | Roma, Italia             | 22 luglio 1987    |       |
| 12'56"96  | Haile Gebrselassie   | Governo di transizione dell'Etiopia | Hengelo, Paesi Bassi     | 4 giugno 1994     |       |
| 12'55"30  | Moses Kiptanui       | Kenya                               | Roma, Italia             | 8 giugno 1995     |       |
| 12'44"39  | Haile Gebrselassie   | Etiopia                             | Zurigo, Svizzera         | 16 agosto 1995    |       |
| 12'41"86  | Haile Gebrselassie   | Etiopia                             | Zurigo, Svizzera         | 13 agosto 1997    |       |
| 12'39"74  | Daniel Komen         | Kenya                               | Bruxelles, Belgio        | 22 agosto 1997    |       |
| 12'39"36  | Haile Gebrselassie   | Etiopia                             | Helsinki, Finlandia      | 13 giugno 1998    |       |
| 12'37"35  | Kenenisa Bekele      | Etiopia                             | Hengelo, Paesi Bassi     | 31 maggio 2004    |       |
| 12'35"36  | Joshua Cheptegei     | Uganda                              | Principato di Monaco     | 14 agosto 2020    |       |

### Record indoor
| Tempo     | Atleta             | Nazione  | Luogo                   | Data             | Note |
| --------- | ------------------ | -------- | ----------------------- | ---------------- | ---- |
| 13'20"4 m | Suleiman Nyambui   | Tanzania | New York, Stati Uniti   | 6 febbraio 1981  |      |
| 13'10"98  | Haile Gebrselassie | Etiopia  | Sindelfingen, Germania  | 27 gennaio 1996  |      |
| 12'59"04  | Haile Gebrselassie | Etiopia  | Stoccolma, Svezia       | 20 febbraio 1997 |      |
| 12'51"48  | Daniel Komen       | Kenya    | Stoccolma, Svezia       | 19 febbraio 1998 |      |
| 12'50"38  | Haile Gebrselassie | Etiopia  | Birmingham, Regno Unito | 14 febbraio 1999 |      |
| 12'49"60  | Kenenisa Bekele    | Etiopia  | Birmingham, Regno Unito | 20 febbraio 2004 |      |